# Ремез, Валерий Васильевич
Валерий Васильевич Ремез (род. 10 января 1963, Багачево, Черкасская область) — украинский политик, народный депутат Украины VII созыва от Блока Литвина (с 2012 по 2013), член Комитета Верховной Рады Украины по вопросам науки и образования.

## Биография
С 1981 года по 1983 год служил в Вооруженных силах СССР. С июня по сентябрь 1983 года — инструктор-методист по физкультуре и спорту АТП-23663, город Ватутино. С января по август 1984 года — машинист холодильного оборудования Ватутинского мясокомбината. В 1988 году окончил Черниговский государственный педагогический институт им. Т. Шевченко по специальности «Начальная военная подготовка и физическое воспитание». С августа 1988 года по август 1989 года руководитель начальной военной подготовки Черкасской средней школы № 30. С сентября 1989 года по январь 1991 года секретарь комитета ЛКСМ Украины Черкасского политехнического техникума. С марта 1991 года по апрель 1993 года — начальник отдела реализации НПП «Берилл» города Киев. С мая 1993 года по август 1995 года — заместитель директора ООО «Аста», Киев.
С августа 1995 года по декабрь 1997 года — заместитель директора по маркетингу ЧП «Юта-1», г. Киев. С декабря 1997 года по декабрь 1998 года— директор ЗАО «ТЭКом» там же, а с декабря 1998 года по декабрь 2001 года— директор ООО «Фарм».
В 2001 году окончил Черкасский инженерно-технологический институт по специальности «Экономика предприятия». С декабря 2001 года по август 2002 года — механик ЧП «Доманский В. М.», с. Яснозорье Черкасского района. С августа 2002 года по июль 2003 года директор ООО «Инфо-Принт» г. Киев.
С сентября 2003 года по декабрь 2006 года начальник отдела ценных бумаг ООО «Инвест-Финанс», г. Киев.
С 2006 года — депутат Верховного Совета Автономной Республики Крым V созыва, избран от Крымской республиканской организации партии «Союз». С декабря 2006 по 2008 гг. директор пансионата «Златоуст», г. Ялта. В 2010 году снова баллотировался в парламент Крыма, но не был избран.
В 2012 году избран народным депутатом Украины VII созыва, 25-й номер списка Блока Литвина Валерий Васильевич Ремез баллотировался по квоте Трудовой партии Украины.
С 2014 года — генеральный директор ПАО "Киевский завод «Аналитприбор», г. Киев.